# Vrachiá (Thessalonique)
Vrachiá (grec moderne : Βραχιά) est une localité située dans le dème de Délta, dans le district régional de Thessalonique, dans la periphérie de Macédoine-Centrale, en Grèce.
Selon le recensement de 2011, elle compte 557 habitants.